# Never Grow Up
『Never Grow Up』（ネバー・グロウ・アップ）は、日本のラッパー・ちゃんみなの2枚目となるオリジナル・アルバム。2019年8月7日発売。

## 概要
- 前作「CHOCOLATE」から約２年ぶりにリリースされた。フルアルバムとしては「未成年」以来約２年半ぶりとなる。
- レーベル移籍後初のフルアルバム。
- アルバムタイトルは、ちゃんみな自身が20歳でリリースするアルバムにつけるタイトルとして以前から温めており、ポジティブな意味で「大人にならない自分」であり続けたいという思いを込めてつけられた。[3]
- 今作を引っ提げてライブツアー「THE PRINCESS PROJECT 4」を開催した。
- 初回限定盤には「SAD SONG」がボーナストラックとして収録されているほか、2019年頭のツアー「THE PRINCESS PROJECT 3」より3月29日のZepp Tokyo公演が収録されたDVDが付属する。

## 収録内容
| #         | タイトル                   | 作詞       | 作曲       | 時間  |
| --------- | -------------------------- | ---------- | ---------- | ----- |
| 1.        | 「Call」                   | ちゃんみな | ちゃんみな | 2:59  |
| 2.        | 「I'm a Pop」              | ちゃんみな | ちゃんみな | 3:10  |
| 3.        | 「PAIN IS BEAUTY」         | ちゃんみな | ちゃんみな | 3:55  |
| 4.        | 「Never Grow Up」          | ちゃんみな | ちゃんみな | 3:16  |
| 5.        | 「Yesterday」              | ちゃんみな | ちゃんみな | 3:29  |
| 6.        | 「君が勝った」             | ちゃんみな | ちゃんみな | 3:22  |
| 7.        | 「My Own Lane」            | ちゃんみな | ちゃんみな | 2:43  |
| 8.        | 「GIRLS」                  | ちゃんみな | ちゃんみな | 3:15  |
| 9.        | 「Can U Love Me」          | ちゃんみな | ちゃんみな | 3:07  |
| 10.       | 「Like This」              | ちゃんみな | ちゃんみな | 2:59  |
| 11.       | 「Doctor」                 | ちゃんみな | ちゃんみな | 3:04  |
| 12.       | 「CAFE」                   | ちゃんみな | ちゃんみな | 3:27  |
| 13.       | 「アーカイブに保存した曲」 | ちゃんみな | ちゃんみな | 3:31  |
| 14.       | 「SAD SONG」               | ちゃんみな | ちゃんみな | 3:37  |
| 合計時間: | 合計時間:                  | 合計時間:  | 合計時間:  | 45:54 |

| #         | タイトル        | 作詞  | 作曲・編曲 |
| --------- | --------------- | ----- | ---------- |
| 1.        | 「I'm a Pop」   |       |            |
| 2.        | 「MY NAME」     |       |            |
| 3.        | 「CHOCOLATE」   |       |            |
| 4.        | 「Doctor」      |       |            |
| 5.        | 「Never」       |       |            |
| 6.        | 「WHO ARE YOU」 |       |            |
| 7.        | 「Sober」       |       |            |
| 8.        | 「OVER」        |       |            |
| 合計時間: | 合計時間:       | 28:00 |            |

| #         | タイトル                   | 作詞       | 作曲       | 時間  |
| --------- | -------------------------- | ---------- | ---------- | ----- |
| 1.        | 「Call」                   | ちゃんみな | ちゃんみな | 2:59  |
| 2.        | 「I'm a Pop」              | ちゃんみな | ちゃんみな | 3:10  |
| 3.        | 「PAIN IS BEAUTY」         | ちゃんみな | ちゃんみな | 3:55  |
| 4.        | 「Never Grow Up」          | ちゃんみな | ちゃんみな | 3:16  |
| 5.        | 「Yesterday」              | ちゃんみな | ちゃんみな | 3:29  |
| 6.        | 「君が勝った」             | ちゃんみな | ちゃんみな | 3:22  |
| 7.        | 「My Own Lane」            | ちゃんみな | ちゃんみな | 2:43  |
| 8.        | 「GIRLS」                  | ちゃんみな | ちゃんみな | 3:15  |
| 9.        | 「Can U Love Me」          | ちゃんみな | ちゃんみな | 3:07  |
| 10.       | 「Like This」              | ちゃんみな | ちゃんみな | 2:59  |
| 11.       | 「Doctor」                 | ちゃんみな | ちゃんみな | 3:04  |
| 12.       | 「CAFE」                   | ちゃんみな | ちゃんみな | 3:27  |
| 13.       | 「アーカイブに保存した曲」 | ちゃんみな | ちゃんみな | 3:31  |
| 合計時間: | 合計時間:                  | 合計時間:  | 合計時間:  | 42:17 |

## 楽曲解説
- Call

6月29日に先行配信された本作のリード曲。
自身の実体験をそのまま描いており、家の下のバス停にて歌詞を仕上げた。
- I'm a Pop

1st シングル表題曲。
歌詞に日本語、英語、韓国語が用いられている。
自身の持つヒップホップへの考え、音楽のジャンルに対する自身の思いを歌詞にしている。
- PAIN IS BEAUTY

配信限定シングル。
20歳になる直前の思いを綴った歌詞となっている。
タイトルの「PAIN IS BEAUTY」は、彼女の母親がよく言っていた言葉。
過去のいじめなどの経験を歌詞にして、20歳になるまでに学んだことを詰め込んでいる。
- Never Grow Up

7月19日に先行配信された本作のリード曲。
FODオリジナル連続ドラマ「地獄のガールフレンド」主題歌。
初めてストリーミング累計再生回数が1億回を突破した楽曲。
大人になった「LADY」「OVER」「CHOCOLATE」の少女に対して書かれた歌詞となっている。
- Doctor

配信限定シングル。
現代の同調圧力に対する社会風刺を盛り込んだ歌詞となっている。
- SAD SONG

初回限定盤にのみ収録されており、ダウンロード配信ではアルバム購入のみでの配信、ストリーミング配信はされていなかったが、2025年1月11日より配信が開始された。